# 메와르

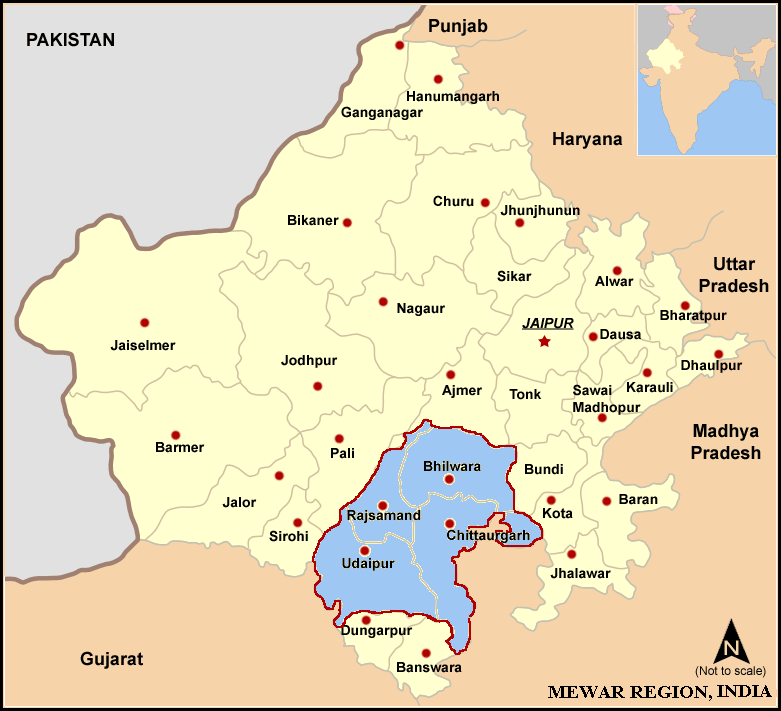
메와르의 범위(파란색).

메와르(Mewar) 또는 메와드(Mewad)는 인도 라자스탄주 중남부에 위치한 역사적 지역이다. 오늘날 라자스탄주의 빌와라구, 치타르구, 프라탑가르구, 라자만드구, 우다이푸르구, 잘라와르구의 피라와 테실, 마디아프라데시주의 니무흐구, 만사우르구, 구자라트주의 일부 지역을 포함한다.
북서쪽으로는 아라발리산맥, 북쪽으로는 아지메르, 남쪽으로는 구자라트주와 라자스탄주, 남쪽으로는 마디아프라데시주 말와, 동쪽으로는 라자스탄주 하도티와 접한다.
수세기 동안, 이 지역은 라지푸트에 의해 지배되었다. 번왕국인 우다이푸르국은 영국령 인도 시대가 끝날 때까지 남아 있었다.